# Дулебино
Дулебино — деревня в городском округе Коломна Московской области России. Население — 26 чел. (2021).

## Население
| 1859 | 1926 | 2002 | 2006 | 2010 | 2015 | 2021 |
| ---- | ---- | ---- | ---- | ---- | ---- | ---- |
| 285  | ↘236 | ↘28  | ↘27  | ↘21  | ↗22  | ↗26  |

## География
Расположена в южной части бывшего Озёрского района, примерно в 7 км к югу от центра города Озёры, на левом берегу впадающей в Оку реки Большой Смедовы. В деревне две улицы — Григоровича и Дачная. Ближайшие населённые пункты — деревни Бутьково и Облезьево. Связана автобусным сообщением с районным центром.

## История
В «Списке населённых мест» 1862 года Дулебино — владельческое сельцо 2-го стана Каширского уезда Тульской губернии по левую сторону Зарайской большой дороги (с севера на юг), в 28 верстах от уездного города, при речке Смедве, с 32 дворами и 285 жителями (134 мужчины, 151 женщина).
Постановлением президиума Каширского уездного исполнительного комитета 4 апреля 1923 года Каширский уезд включён в состав Московской губернии.
По материалам Всесоюзной переписи населения 1926 года — центр Дулебинского сельсовета Богатищевской волости Каширского уезда, проживало 236 жителей (120 мужчин, 116 женщин), насчитывалось 65 хозяйств, среди которых 52 крестьянских.
В 1928 году Дулебинский сельсовет ликвидирован, селение вошло в состав Облезьевского сельсовета.
C 1929 года — населённый пункт в составе Каширского района Московской области.
В 1939 году Облезьевский сельсовет Каширского района был передан Озёрскому району.
В 1954 году центр Облезьевского сельсовета был перенесён в деревню Дулебино, а сельсовет переименован в Дулебинский.
1959—1969 гг. — населённый пункт Коломенского района.
С 1994 по 2001 год — центр Дулебинского сельского округа Озёрского района. Постановлением Губернатора Московской области № 196-ПГ от 10 июля 2001 года административный центр округа был перенесён из деревни Дулебино в деревню Облезьево, при этом сельский округ не был переименован.
С 2006 года — деревня сельского поселения Клишинское.
С 2015 по 2020 год входила в городской округ Озёры.